# Mohamed Hamdoud
Mohamed Hamdoud, né le 9 juin 1976 à Alger, est un footballeur international algérien.
Il compte 5 sélections en équipe nationale entre 1999 et 2006.
Il est, actuellement, entraîneur adjoint de l'USM Alger.

## Biographie
Mohamed Hamdoud est né à EL-BIAR proche  banlieue d'alger et connaît sa première sélection en équipe nationale A d'Algérie le 28 février 1999 face au Liberia. Il est souvent appelé au cours des Qualifications à la Coupe d'Afrique des nations de football 2000, au cours de laquelle il occupe pour la plupart du temps le banc de touche. Formé à l'USM Alger, il y joue en section pro depuis  1992.

## Carrière
- Formé à USM Alger ( Algérie)

## Palmarès
- Champion d'Algérie1996, 2002, 2003 et 2005 avec l'USM Alger
- Vice-champion d'Algérie 1998, 2001 et 2004 avec l'USM Alger
- Vainqueur de la Coupe d'Algérie 1997, 1999, 2001, 2003 et 2004 avec l'USM Alger

- 5 sélections en équipe d'Algerie A (au 1er janvier 2006)